# Lyckeby ekebacke
Lyckeby ekebacke este o arie protejată (arie specială de conservare — SAC, sit de importanță comunitară — SCI) din Suedia întinsă pe o suprafață de 13,4 ha, integral pe uscat.

## Localizare
Centrul sitului Lyckeby ekebacke este situat la coordonatele 56°12′08″N 15°39′03″E / 56.2021°N 15.6507°E.

## Înființare
Situl Lyckeby ekebacke a fost declarat sit de importanță comunitară în decembrie 1998 pentru a proteja 2 specii de animale. Situl a fost protejat și ca arie specială de conservare în martie 2011.

## Biodiversitate
Situată în ecoregiunea boreală, aria protejată conține 1 habitat natural: Pășuni din zone de pădure fino-scandinave.
La baza desemnării sitului se află mai multe specii protejate de  nevertebrate (2): rădașcă (Lucanus cervus), Osmoderma eremita.